# عشق یک انقلاب است

اولین ویرایش (انتشارات بلومزبری)

عشق یک انقلاب است (انگلیسی: Love Is a Revolution) رمانی از رنه واتسون است که در سال ۲۰۲۱ منتشر شد. روایت اول شخص داستان نالا، دختری جوان و سیاه‌پوست را روایت می‌کند که عشق را از طریق یک رابطه عاشقانه کشف می‌کند و در عین حال یاد می‌گیرد که خودش را دوست داشته باشد.

## داستان
نالا رابرتسون، راوی داستان و به‌زودی دانش‌آموز دبیرستانی، سه هدف برای تابستان دارد: پیدا کردن مدل موی جدید، گذراندن وقت با پسر عمو و بهترین دوستش، ایمانی، و یافتن عشق. نالا پس از ملاقات با یک مرد جوان خوشتیپ، تای براون، در یک گروه اجتماعی که پسر عمویش در آن شرکت می‌کند، معتقد است تابستان او شروع خوبی دارد. نالا پس از گفتن چندین دروغ برای سازگاری با پسر جدید و گروه اجتماعی، متوجه می‌شود که این دروغ‌ها بر روابط او با پسر عمویش و تای تأثیر می‌گذارد. ایمانی و تای به مسائل مربوط به عدالت اجتماعی علاقه زیادی دارند و نالا ترجیح می‌دهد تابستان خود را با فیلم و بستنی بگذراند. علایق او بین خودش و تای و ایمانی شکاف ایجاد می‌کند. با پیشرفت رابطه او با تای، نالا تعجب می‌کند که آیا می‌تواند این دروغ‌گویی را ادامه دهد. در نهایت، تای، خود واقعی او را می‌بیند و نالا باید او را متقاعد کند که احساساتش واقعی هستند.